# Gladys George

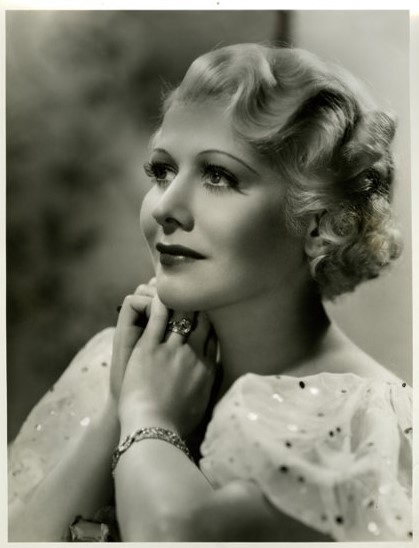
Gladys George en una fotografia publicitària de la pel·lícula "They Gave Him a Gun" (1937)

Gladys George (Patten (Maine), 13 de setembre de 1904 – Los Angeles (Califòrnia), 8 de desembre de 1954) va ser una actriu teatral i de cinema. Tot i que va ser nominada a l'Oscar a la millor actriu pel seu paper a la pel·lícula “Valiant Is the Word for Carrie” (1936), fou coneguda sobretot pels seus papers com a actriu de repartiment en pel·lícules com “Maria Antonieta” (1938), “Els turbulents anys vint” (1939), “ El falcó maltès” (1941), o “Els millors anys de la nostra vida” (1946).

## Biografia
Segons diferents fonts, el nom real de l’actriu era o bé Gladys Clare Evans o bé Gladys Anna Clare. Era filla d’actors anglesos (Sir Arthur Evans Clare i Lady Alice) que en aquell moment feien gira per diverses ciutats dels Estats Units interpretant obres de Shakespeare. La nena, als 3 o 4 anys ja actuava. Després, juntament amb la filla, el matrimoni formà una companyia de vodevil anomenada “The Three Clares”. A mesura que tingué èxit la companyia es reanomenà com “Little Gladys George and Company”. El seu major èxit aleshores fou l’obra de vodevil “The Doll’s Dream”.
El 1918 es passà a la interpretació teatral amb “The Bethrotal” i l’any següent, mentre feia una gira per Los Angeles amb “The Better Ole”, fou contractada per Thomas H. Ince per a la seva companyia. Entre 1919 i 1921 participà en set pel·lícules però patí cremades en un accident i es retirà temporalment. El 1922 es casà amb l’actor Ben Erway de qui es divorciaria el 1930. Tornà al teatre on romangué fins al 1934. Algunes de les seves obres a Broadway foren "The Distant City" i "Lady in Waiting". El seu darrer paper fou a l’obra “Personal Appearance” que constituí un gran èxit. Aquell any es va casar amb el milionari Edward H. Fowler que l’ajudà a aconseguir fer una prova per a la Paramount que arribà a les mans de la MGM que la contractà. La seva primera pel·lícula amb la MGM fou “Straight Is the Way” (1934). El 1935 es divorciaren al·legant infidelitat de l’actriu. Entre 1934 i 1953 particippà en unes 32 pel·lícules destacant “Valiant Is the Word for Carrie” (1936), per la que fou nominada a l’Oscar a la millor actriu, “Maria Antonieta” (1938), “Els turbulents anys vint” (1939), “ El falcó maltès” (1941), o “Els millors anys de la nostra vida” (1946). La seva darrera pel·lícula fou “It Happens Every Thursday” (1953).
Durant la seva vida es va casar dues vegades més. El tercer marit fou l’actor Leonard Penn amb qui es va casar el 18 de setembre de 1935 i de qui es divorcià el 1944. El quart fou Kenneth Carlson, un grum molt més jove amb qui es casà el 1946 i de qui es divorcià el 1951. Tingué problemes cardíacs i també pati un càncer de coll. Tot i sospitar-se suïcidi, l’actriu morí d’una hemorràgia cerebral el desembre de 1954 a Los Angeles.

## Filmografia
- Red Hot Dollars (1919)
- The Woman in the Suitcase (1920)
- Below The Surface (1920)
- Homespun Folks (1920)
- The Easy Road (1921)
- Chickens (1921)
- The House That Jazz Built (1921)
- Straight Is the Way (1934)
- Valiant Is the Word for Carrie (1936)
- They Gave Him a Gun (1937)
- Madame X (1937)
- Love Is a Headache (1938)
- Maria Antonieta (Marie-Antoinette) (1938)
- I'm from Missouri (1939)
- Here I'm A Stranger (1939)
- Els turbulents anys vint (The Roaring Twenties) (1939)
- A Child is Born (1939)
- The House Across the Bay (1940)
- The Way of All Flesh (1940)
- The Lady from Cheyenne (1940)
- Hit the Road (1941)
- El falcó maltès (The Maltese Falcon) (1941)
- The Crystal Ball (1943)
- The Hard (1943)
- Nobody's Darling (1943)
- Christmas Holiday (1944)
- Minstrel (1944)
- Steppin' in Society (1945)
- Els millors anys de la nostra vida (The Best Years of Our Lives) (1946)
- Millie's Daughter (1947)
- Alias A Gentleman (1948)
- Flamingo Road (1949)
- Bright Leaf (1950)
- Undercover Girl (1950)
- Lullaby of Broadway (1951)
- Va arribar fins al final (He Ran All the Way) (1951)
- La història d'un detectiu (Detective Story) (1951)
- Silver City (1951)
- It Happens Every Thursday (1953)